# Mary McDonnell
Mary McDonnell (Wilkes-Barre, Pensilvânia, 28 de abril de 1952) é uma atriz de cinema, teatro e televisão indicada ao Oscar de Melhor Atriz.

## Início da vida
McDonnell nasceu em Wilkes-Barre, na Pensilvânia, e cresceu em Ithaca, Nova Iorque. Ela é a filha de Eileen (prenome Mundy; 1921-1990) e John "Jack" McDonnell (1923-1973), um consultor de informática. Seus irmãos são Jane (1950-2005), Sally, Judith, Jackie e John. Ela é de ascendência irlandesa e iraquiana. Depois de se formar pela Universidade Estadual de Nova York em Fredonia, frequentou escola de teatro e juntou-se a prestigiada Long Wharf Theatre Company da Costa Leste, com o qual ela trabalhou por mais de 20 anos.

## Carreira
Depois de mais de 20 anos no teatro, McDonnell iniciou sua carreira no cinema com o filme Dances with Wolves de 1990, pelo papel de uma europeia-americana criada pelos índios Lakota. No filme, de Kevin Costner, recebeu uma indicação ao Oscar de Melhor Atriz Coadjuvante pelo papel.
Seu papel em Passion Fish (1992) trouxe outra nomeação, desta vez para o prêmio de Melhor Atriz.
Outros filmes notáveis foram Independence Day (1996) e Donnie Darko (2001).
Na televisão, McDonnel teve seu primeiro papel regular em 1980 com As the World Turns. Estrelou em 1984 na curta sitcom média E/R, junto com Elliott Gould e George Clooney. Coincidentemente, ela estrelou rapidamente em 2001 na série médica da NBC de mesmo nome, ER, que também estrelava Clooney. Foi indicada ao Emmy pelo seu papel no show como Eleanor Carter, a mãe do Dr. John Carter.
Em 2004, McDonnell estrelou na minissérie remake de Battlestar Galactica como a Presidente Laura Roslin. Quando o show virou uma série de televisão em 2004, McDonnell retornou ao papel como membro do elenco regular. 
Em 2010 foi convidada para uma participação na série The Closer, como Sharon Raydor e seu personagem foi tão bem-sucedido que continuou na série até seu final, em 2012. No mesmo ano foi convidada para estrelar o spin-off de The Closer, Major Crimes e a série se tornou um dos maiores sucessos de audiência da TNT.

## Vida pessoal
Desde 1984, McDonnell é casada com o ator Randle Mell, e atualmente reside em Pacific Palisades, Califórnia. McDonnell e Mell têm dois filhos juntos, Michael Mell e Olivia Mell.

## Filmografia

### Cinema
| Ano  | Título                 | Papel                       |
| ---- | ---------------------- | --------------------------- |
| 1984 | Garbo Talks            | Lady Capulet                |
| 1987 | Matewan                | Elma Radnor                 |
| 1988 | Tiger Warsaw           | Paula Warsaw                |
| 1990 | Dances with Wolves     | Stands With A Fist          |
| 1991 | Grand Canyon           | Claire                      |
| 1992 | Passion Fish           | May-Alice Culhane           |
| 1992 | Sneakers               | Liz                         |
| 1994 | Blue Chips             | Jenny Bell                  |
| 1996 | Independence Day       | First Lady Marilyn Whitmore |
| 1996 | Mariette in Ecstasy    | Prioress                    |
| 1997 | Woman Undone           | Terri Hansen                |
| 1998 | You Can Thank Me Later | Diane                       |
| 1999 | Mumford                | Althea Brockett             |
| 2001 | Donnie Darko           | Rose Darko                  |
| 2003 | Nola                   | Margaret Langworthy         |
| 2004 | Crazy Like a Fox       | Amy Banks                   |
| 2011 | Scream 4               | Kate Roberts                |
| 2011 | Margin Call            | Mary Rogers                 |

### Televisão
| Ano       | Título                   | Papel                   | Notas                        |
| --------- | ------------------------ | ----------------------- | ---------------------------- |
| 1980      | As the World Turns       | Claudia Colfax          |                              |
| 1984-1985 | E/R                      | Drª. Eve Sheridan       | 20 episódios                 |
| 1995-1996 | High Society             | Dorothy "Dott" Emerson  | 13 episódios                 |
| 1997      | 12 Angry Men             | Juiza                   | Telefilme                    |
| 1998      | Evidence of Blood        | Dora Overton            | Telefilme                    |
| 1999      | Replacing Dad            | Linda Marsh             | Telefilme                    |
| 1999      | Ryan Caulfield: Year One | Rachel Caulfield        | 2 episódios                  |
| 2000      | A Father's Choice        | Susan Shaw              | Telefilme                    |
| 2000      | For All Time             | Laura Brown             | Telefilme                    |
| 2001-2002 | ER                       | Eleanor Carter          | 5 episódios                  |
| 2002      | Touched by an Angel      | Irmã Theodore           | Episódio: "Minute by Minute" |
| 2002      | The Locket               | Helen Staples           | Telefilme                    |
| 2003      | Battlestar Galactica     | Presidenta Laura Roslin | 2 episódios (minissérie)     |
| 2004-2009 | Battlestar Galactica     | Presidenta Laura Roslin | 71 episódios                 |
| 2005      | Mrs. Harris              | Vivian Schulte          | Telefilme                    |
| 2008-2009 | Grey's Anatomy           | Drª. Virginia Dixon     | 3 episódios                  |
| 2009      | Killer Hair              | Rose                    | Telefilme                    |
| 2009      | Hostile Makeover         | Rose Smithsonian        | Telefilme                    |
| 2009-2012 | The Closer               | Captã Sharon Raydor     | 23 episódios                 |
| 2012-2018 | Major Crimes             | Captã Sharon Raydor     | Protagonista                 |